# سحالي مزدوجة الأصابع
سحالي مزدوجة الأصابع (الاسم العلمي: Diplodactylidae)، فصيلة سحالي من رتيبة الوزغيات. تضم حوالي 137 نوعًا في 25 جنسًا. توجد في أستراليا ونيوزيلندا وكاليدونيا الجديدة. تم تقسيم ثلاثة أجناس من الفصيلة (Oedura و Rhacodactylus و Hoplodactylus) مؤخرًا إلى أجناس جديدة متعددة.